# Герб Фару
Ге́рб Фа́ру — офіційний символ міста Фару, Португалія. Використовується як територіальний герб. У синьому щиті срібна міська стіна  із зачиненою брамою і двома баштами по краях. На баштах два португальські щитки, а між ними — образ Непорочної Діви Марії із золотим німбом. У правому верхньому куті восьмикутна зірка. Підніжжя перетяте хвилястими смугами — чотирма зеленими і трьома срібними. Щит увінчує срібна мурована міська корона з п'ятьма вежами.  Під щитом біла стрічка, на якій великими літерами напис португальською: «cidade de Faro» (місто Фару).  Офіційно затверджений 12 травня 1987 року.  

## Галерея

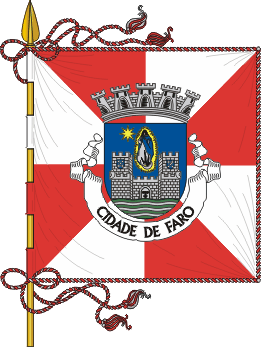
Прапор